# Санвен-Леар
Сенва́н-Леа́р (фр. Senven-Léhart, брет. Senven-Lehard) — коммуна во Франции, находится в регионе Бретань. Департамент — Кот-д’Армор. Входит в состав кантона Каллак. Округ коммуны — Генган.
Код INSEE коммуны — 22335.

## География
Коммуна расположена приблизительно в 410 км к западу от Парижа, в 110 км западнее Ренна, в 25 км к юго-западу от Сен-Бриё.

## Население
Население коммуны на 2016 год составляло 233 человека.
| 1962 | 1968 | 1975 | 1982 | 1990 | 1999 | 2008 | 2016 |
| ---- | ---- | ---- | ---- | ---- | ---- | ---- | ---- |
| 425  | 391  | 335  | 305  | 292  | 250  | 241  | 233  |

## Администрация
| Период | Период | Фамилия       | Партия                  | Примечания |
| ------ | ------ | ------------- | ----------------------- | ---------- |
|        | 1995   | Ив-Мари Жагю  | сторонник ФКП           |            |
| 1995   |        | Жильбер Бюрло | Социалистическая партия | пенсионер  |

## Экономика
В 2007 году среди 152 человек в трудоспособном возрасте (15—64 лет) 112 были экономически активными, 40 — неактивными (показатель активности — 73,7 %, в 1999 году было 78,4 %). Из 112 активных работали 104 человека (59 мужчин и 45 женщин), безработных было 8 (5 мужчин и 3 женщины). Среди 40 неактивных 6 человек были учениками или студентами, 25 — пенсионерами, 9 были неактивными по другим причинам.

## Достопримечательности
- Придорожное распятие (XVII век). Исторический памятник с 1964 года[3]
- Часовня Сен-Тюгдюаль (XVI век)

## Фотогалерея

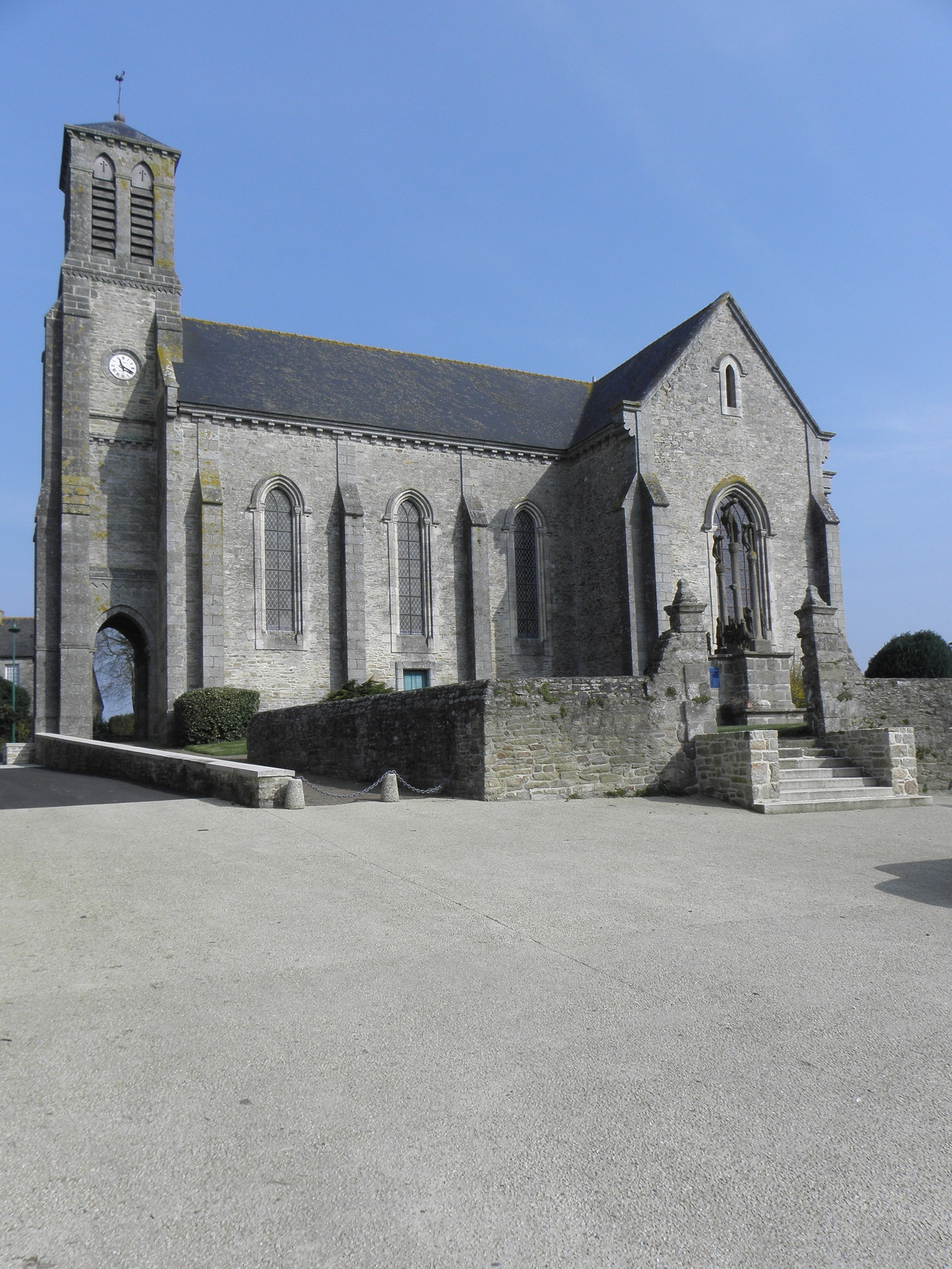
Церковь Нотр-Дам
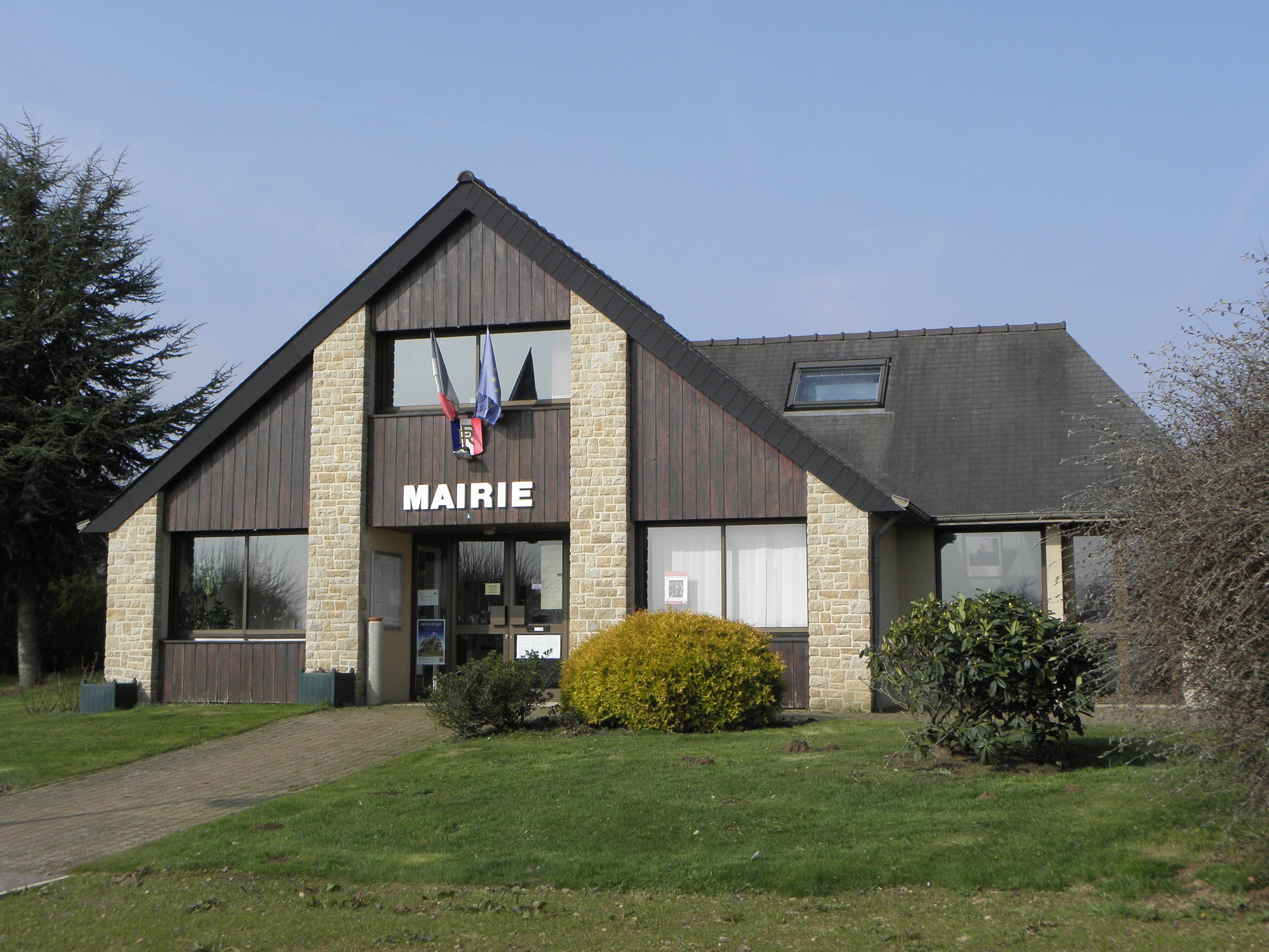
Мэрия
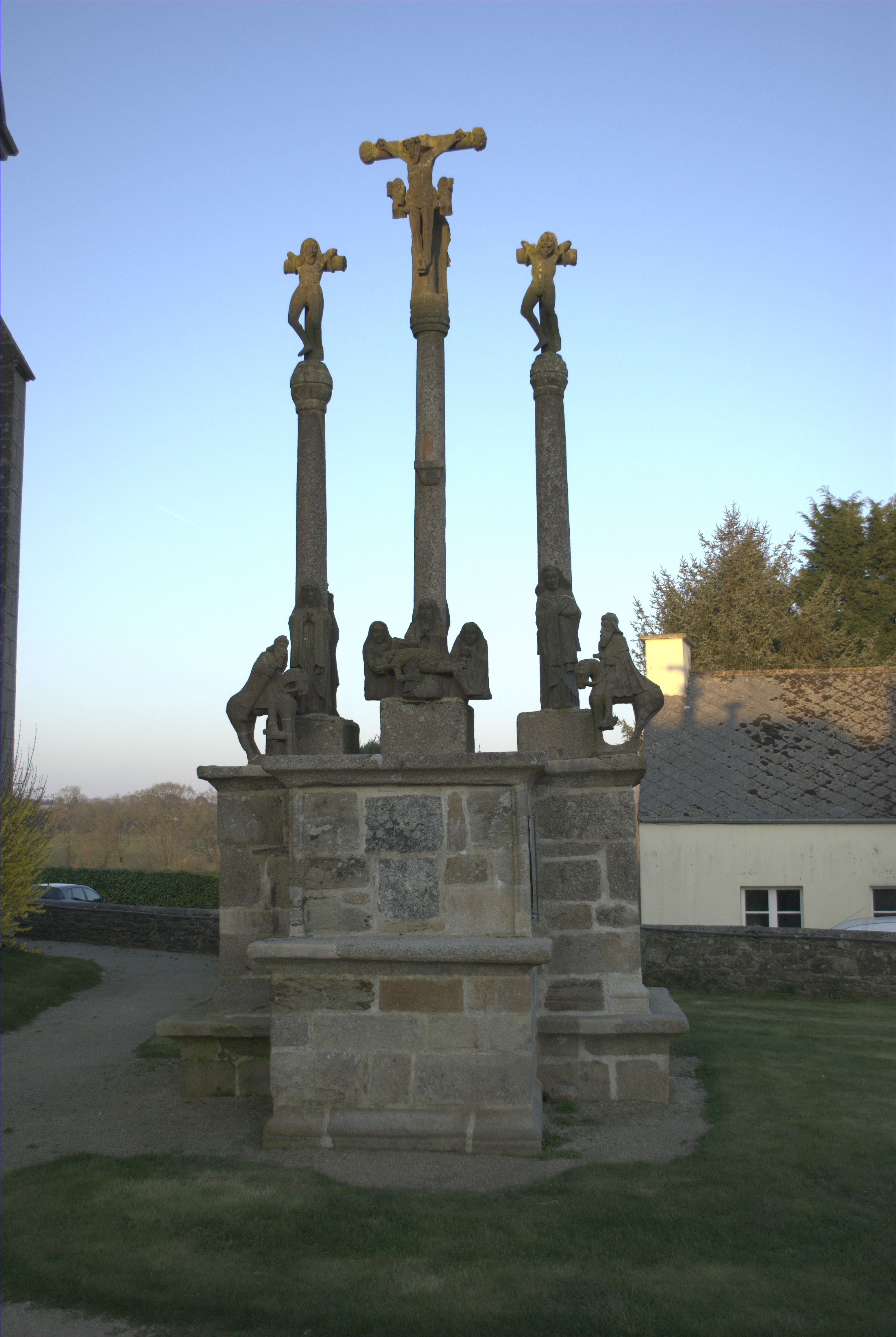
Придорожное распятие
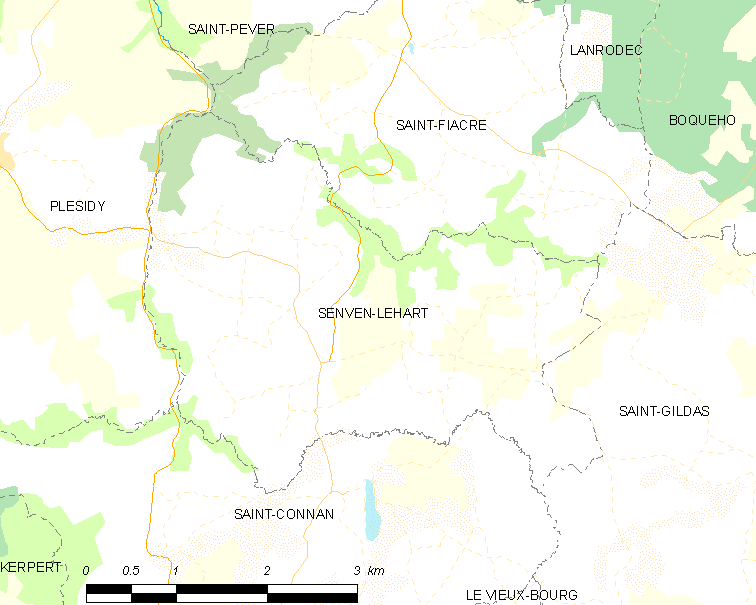
Карта коммуны